# Neuenstadt am Kocher
Neuenstadt am Kocher település Németországban, azon belül Baden-Württembergben. Lakosainak száma 10 350 fő (2023. december 31.).

## Népesség
A település népessége az elmúlt években az alábbi módon változott:
| Lakosok száma | 5809 | 9584 | 9918 | 10 123 | 10 211 | 10 372 | 10 350 |
|               | 1975 | 2014 | 2017 | 2019   | 2021   | 2022   | 2023   |